# منبع عفونت
منبع عفونت به شخص، حیوان، شیئ و ماده‌ای که یک عامل عفونی برای رسیدن به میزبان از آن عبور کند گفته می‌شود. باید توجه کرد که منبع عفونت، از منبع آلایش، مانند سرریز مخزن فاضلاب و آلوده شدن آب آشامیدنی به وسیله آن یا آشپز آلوده‌ای که موجب آلودگی سالاد و غذا می‌گردد، به طور کامل متفاوت است.